# Platynereis cebuensis
Platynereis cebuensis är en ringmaskart som först beskrevs av Grube 1878.  Platynereis cebuensis ingår i släktet Platynereis och familjen Nereididae. Inga underarter finns listade i Catalogue of Life.